# En kvinnas liv
En kvinnas liv (franska: Une Vie) är en fransk-belgisk dramafilm från 2016 i regi av Stéphane Brizé.
Filmen bygger på Guy de Maupassants roman Ett liv.

## Utmärkelser
En kvinnas liv vann Louis Delluc-priset 2016.

## Roller (urval)
- Judith Chemla – Jeanne Le Perthuis des Vauds
- Jean-Pierre Darroussin – Simon-Jacques Le Perthuis des Vauds
- Yolande Moreau – Adédaïde Le Perthuis des Vauds
- Swann Arlaud – Julien de Lamare
- Nina Meurisse – Rosalie
- Finnegan Oldfield – Paul de Lamare
- Clotilde Hesme – Gilberte de Fourville